# Wesselényi utca (Marosvásárhely)
A marosvásárhelyi Wesselényi utca (románul: Strada Predeal) egy viszonylag forgalmas, főként földszintes házakkal szegélyezett utca. A 19. század végén alakult ki, előtte a várost délről határoló szekérút haladt itt. Jelenlegi hosszát a 20. század második felében nyerte el.

## Története
1862-ben említik a „Király-kút árkát”, 1872-ben pedig a „Király-kútra vezető szekérutat”, melyből később kialakult az utca. Maga a Király-kút név már 1638-ban megjelenik („az kirali kutian innet”). A kút feletti domboldalon létesítették a 19. század első felében a Református Kollégium sportpályáit, melyeket közel egy évszázadig használtak.
1900-ban felvette idősebb Wesselényi Miklós nevét, egy rendelet alapján ugyanis a város központi, és a központ perifériáján húzódó nagyobb utcáit olyan történelmi személyiségekről nevezték el, akiknek közük volt Marosvásárhelyhez (Wesselényi szervezte meg 1803-ban a város színházi életét). Ekkor az utca még csak a jelenlegi Budai / Pandurilor kereszteződésig tartott, és kimondott szegénynegyednek számított, gyakori járványokkal és magas gyermekhalandósággal.
Trianon után, 1920-ban Vasile Conta, majd 1934-ben Nicu Filipescu nevét vette fel. 1941-ben rövid időre visszakapta a Wesselényi nevet, majd az újbóli impériumváltás után Strada Șase Martie lett (Március 6. utca, a román szocialisták 1945. március 6-i kormányalakításra utalva). 1995-től Strada Predeal.

## Leírása
Kelet-nyugat irányú, 1,6 kilométer hosszú, kétirányú utca. A házak legtöbbje földszintes, az utca elején (központ felőli részén) néhány szecessziós díszítésű épület is áll. A 21. század elején több régi házat lebontottak, helyükön regáti ízlés szerint épült villák jelentek meg. Az utca ismertebb épületei:
- 2., 4., 6. Szecessziós homlokzatú épületek.[7]
- 12. A Janovics Jenő Alapítvány, az Erdélyi Magyar Televízió, és az Erdély FM székhelye.[8]
- Király-kút és környéke. A kutat már a 17. században ismerték, neve jó minőségű vizére utal. Környékén volt a hársfákkal szegélyezett sétányairól ismert Teleki-kert, melyet Teleki Sámuel a 19. század elején a Református Kollégiumnak adományozott. A diákok számára sportpályákat létesítettek, és tanári lakások is helyet kaptak. Az első világháború alatt hadifogoly-tábort hoztak létre a területen (az ún. „barakktábor” – később nincstelenek húzták meg itt magukat), az 1940-es években kavicsbányát nyitottak, később pedig tömbházakkal építették be a helyet.[2][9] A kút átvészelte az építkezéseket, vize ma is alkalmas emberi fogyasztásra.[10]
- 88. Tudor Center bevásárlóközpont (szupermarket, bútorüzlet, kínai diszkont stb), a 2000-es évek közepén épült.[11]